# Austronemoura decipiens
Austronemoura decipiens är en bäcksländeart som beskrevs av Mclellan och Peter Zwick 1996. Austronemoura decipiens ingår i släktet Austronemoura och familjen Notonemouridae. Inga underarter finns listade i Catalogue of Life.